# Herning Cykle Klub
Herning Cykel Klub (HCK) er en dansk cykelklub. Den har en lang historie bag sig. Officielt startede det hele tilbage i 1937, men uofficielt løber historien om Herning som cykel by endnu længere tilbage. Allerede i 1880'erne nævnes Herning i forbindelse med cykelløb eller rettere sagt vædeløb, som man kaldte det dengang.
Det var Poul Schmidt der stod i spidsen som bestyrelse formand for klubben, da man den 11. april 1937 stiftede Herning Cykel Klub.
Der har kommet mange danske cykel talenter ud af Herning Cykel Klub, heriblandt kan bl.a. nævnes: Bjarne Riis, Per Pedersen, Alex Pedersen samt mange flere.
Klubben har haft en lang tradition for at vinde mange løb, hvor hele Herning har haft glæde i det. Herning er blevet mere og mere som en cykelby, hvor der er en stor tradition for det årlige Herningløb i Herningsgader. Dette har Herning Cykel Klub en stor del af æren for, hvor de også stiller op og kører, før de professionelle kommer til.
Klubben har siden 2018 haft eget DCU Elite Team, der kører under navnet CeramicSpeed Aros Forsikring Herning CK Elite. Før var klubben medejer af kontinentalholdet Team Virtu Cycling.

## CeramicSpeed Aros Forsikring Herning CK Junior

### Truppen 2025
| Trup 2025                 | Trup 2025         | Trup 2025                         | Trup 2025 |
| Rytter                    | Fødselsdag        | Seneste hold                      |           |
| ------------------------- | ----------------- | --------------------------------- | --------- |
| Aksel Haudrum Larsen      | 3. juli 2007      | Tscherning Cycling Academy (2024) |           |
| Anders Bertram Kristensen | 22. maj 2008      | Cykling Odense (2024)             |           |
| Marius Engelbrecht Linde  | 4. september 2008 | Cykle Klubben Aarhus (2024)       |           |
| Johan Eltoft              | 11. januar 2007   | Skovlyst MTB (2024)               |           |
| Lucca Bennetzen           | 23. marts 2007    | Team Mascot Workwear (2024)       |           |
| Magnus Haagensen          | 1. august 2008    | Tønder Amatør Cykle Ring (2024)   |           |
| Rasmus Mejer Christensen  | 1. juli 2007      | Herning Cykle Klub (2024)         |           |
| Malthe Risbjerg           | 7. marts 2008     | Aalborg Mountainbikeklub (2024)   |           |
| Thor Skytte               | 4. maj 2008       | Vejle Cykel Klub (2024)           |           |
|                           |                   |                                   |           |
| Kilde: ProCyclingStats    |                   |                                   |           |

#### Sejre
| 17. maj | Danske mesterskab i enkeltstart for junior herrer | NC | Johan Eltoft |